# Confiture de lait

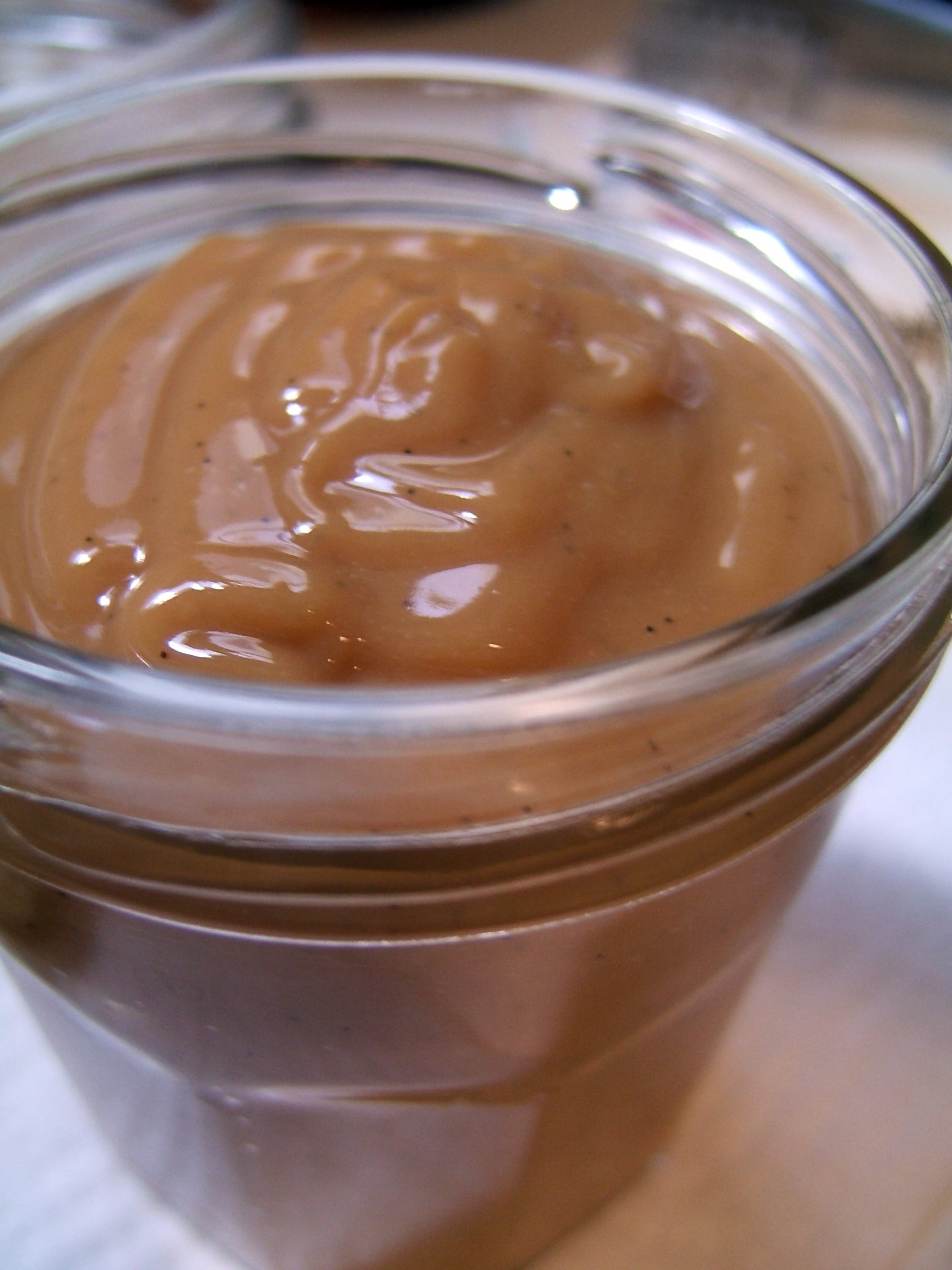
Confiture de lait.

La confiture de lait est une spécialité culinaire sucrée. Il s’agit d'un mélange de lait et de sucre (300 à 500 g par litre de lait), porté à ébullition, puis cuit à feu très doux jusqu’à épaississement et obtention d’une couleur caramel.

## Histoire et nomenclature
Son origine n’est pas confirmée puisqu'en effet il existe des recettes similaires dans toutes les parties du monde. Une version française dit qu’elle a été créée au XIXe siècle par un cuisinier de la Grande Armée de l'empereur Napoléon ; le cuisinier aurait chauffé trop longtemps le lait sucré qu’il servait aux soldats. En Argentine, les registres de commerce de l'année 1620 montrent que, à cette époque, l'importation d'une préparation appelée confiture de lait (dulce de leche) provenant du Chili était courante sans que l'on ne sache quelle en était la recette. Le sucre raffiné n'existant que depuis le XIXe siècle, la recette devait être différente de celle connue actuellement.
En France, on trouve la confiture de lait dans les recettes de Normandie et de Savoie. Cette friandise est une tradition en Argentine, au Brésil, au Chili, au Panama, au Paraguay, au Pérou, en Uruguay et au Venezuela ainsi que d'autres régions de l'Amérique du Sud. Elle est aussi populaire en Amérique centrale.
Ce produit porte différents noms en Amérique Latine et en Europe :
- Pologne : kajmak ;
- Colombie et Venezuela : arequipe[2], manjar blanco del valle[3], panelitas de leche[4] ;
- Équateur : manjar de leche[5] ;
- France: confiture de lait ou roudoudou ;
- Mexique : cajeta (à base de lait de chèvre)[6] ;
- Argentine, Uruguay, Espagne, Paraguay, Bolivie : dulce de leche ;
- Brésil et Portugal : doce de leite ;
- Chili et Panama : manjar ;
- Chili et Pérou : manjar blanco.

En France, dans les années 1950, elle était familièrement nommée « roudoudou » dans les colonies de vacances.
Dulce de leche ([ˌdulθeðeˈletʃe] / [ˌdulseðeˈletʃe]) en espagnol, ou doce de leite en portugais, signifie littéralement « sucrerie de lait ».

## Utilisation
Elle se consomme seule, en accompagnement ou en ingrédient. Riche en glucides simples, elle fournit au corps de l'énergie rapidement disponible, ce qui la rend donc idéale pour les sportifs ou les randonneurs. À la maison, elle peut se déguster sur du pain ou des crêpes. Le dulce de leche entre dans la composition de l’alfajor. Son indice glycémique élevé et l'utilisation des réactions de Maillard font qu'il faut la consommer avec modération.